# Ganbaru
Ganbaru (頑張る? letteralmente "non cedere", traslitterato anche come gambaru) è un verbo giapponese molto comune che significa approssimativamente "lavorare tenacemente in tempi difficili".
La parola ganbaru è spesso tradotta nel significato di "fare del proprio meglio", ma in pratica significa fare più del proprio meglio. La parola enfatizza il "lavorare con perseveranza" o "sopportare con coraggio le difficoltà".
Ganbaru significa "impegnare tutto se stesso in un obiettivo per portarlo a termine". Può essere tradotto nel significato di "persistenza", "tenacia", "risolutezza" e "duro lavoro". Il termine ha un'importanza unica nella cultura giapponese.
Dopo il terremoto di Kobe del 1995 lo slogan "Gambaro Kobe" fu usato per incoraggiare le persone della zona colpita mentre lavoravano per ricostruire la loro città e le loro vite. Dopo il terremoto e maremoto del Tōhoku del 2011 le espressioni più comunemente udite erano gaman ("perserverare e sopportare le difficoltà"), gambaru ("fai del tuo meglio, sii forte") e shoganai ("non ci si può far nulla").

## Analisi
Ganbaru focalizza l'attenzione sull'importanza di finire un compito e non fermarsi finché non si è raggiunto l'obiettivo. I continui sforzi per superare gli ostacoli (anche senza successo) sono un concetto importante in Giappone.
La parola ganbaru origina dal concetto corollario di gaman. A differenza di gaman che è passivo, ganbaru è il processo attivo di fare qualcosa..
Sebbene in giapponese esistano numerosi sinonimi, ci sono pochi contrari.